# Индри
Индри, или короткохвостый индри, или бабакото (лат. Indri indri) — вид приматов из семейства индриевых (Indriidae), образующий отдельный род Indri. Индри являются крупнейшими ныне живущими лемурами и обитают на северо-востоке Мадагаскара.

## Внешний вид
Индри достигают величины от 64 до 90 см, хвост, в отличие от всех других лемуров, очень короткий и насчитывает лишь от 4 до 5 см. Масса индри составляет от 6,5 до 9,5 кг. Задние лапы очень длинные, большие пальцы увеличенные и противопоставленные остальным пальцам. Шерсть очень густая с бело-серо-чёрным узором, который по своему виду может варьировать. Особи на юге ареала по окраске более светлые, а на севере более тёмные. Голова, уши и спина у всех индри обычно чёрная. Уши большие и мохнатые, мордочка почти без волос.

## Распространение

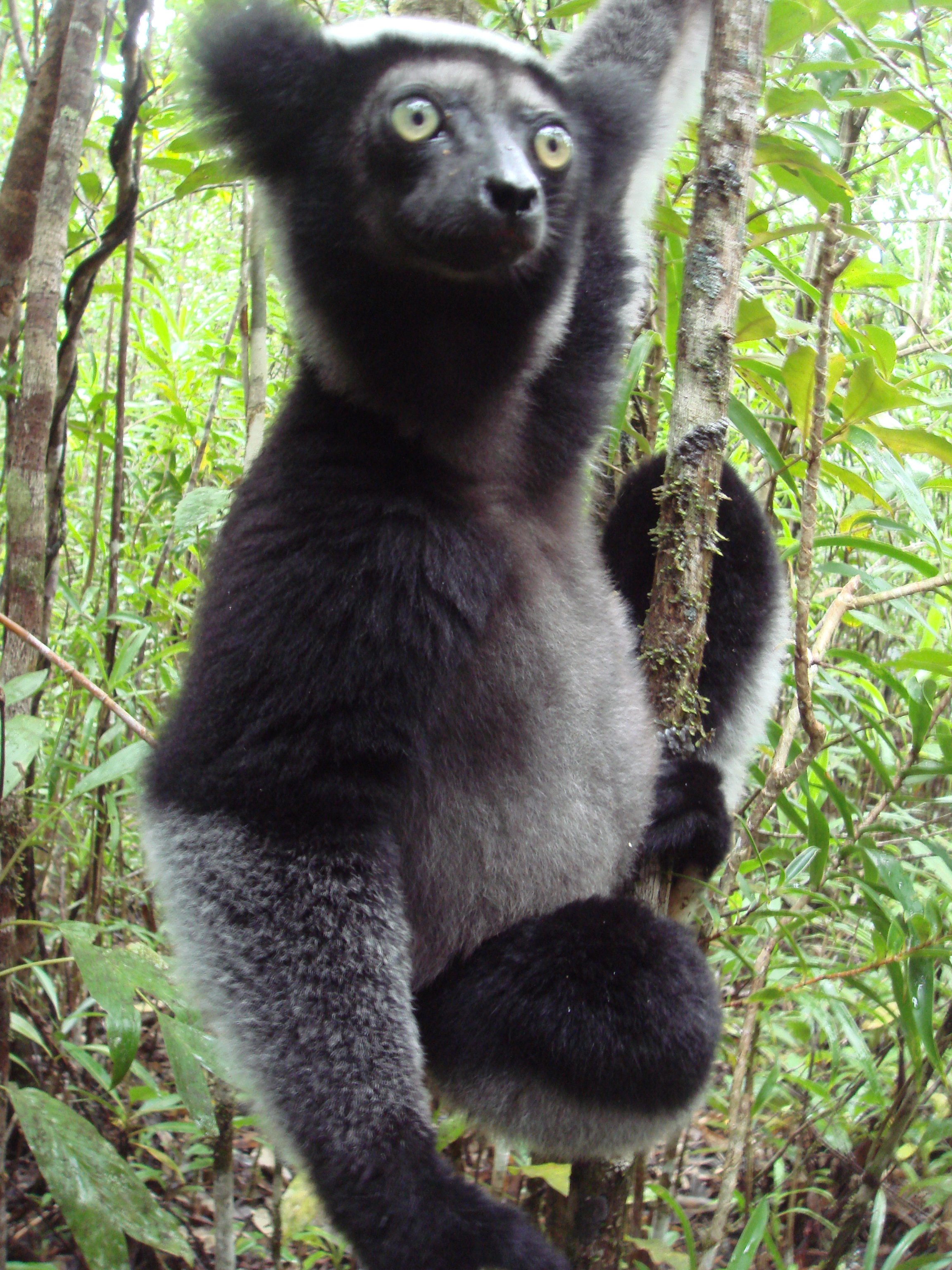
Индри, висящий на ветке

Индри, как и все лемуры, обитают на Мадагаскаре, а их ареал находится в северо-восточной части острова. Сферой обитания являются дождевые леса, где они могут встречаться до высоты 1800 м над уровнем моря, предпочитая, однако, более низменные области.

## Поведение
Индри живут на деревьях и спускаются на землю лишь изредка. Они передвигаются по ветвям прежде всего с помощью своих сильных задних лап, прыгая с ветки на ветку или лазая вверх и вниз. На земле индри передвигаются, как и все представители семейства, прыгая на задних лапах и поднимая передние лапы в воздух. Из всех лемуров они наиболее активны в дневное время, а ночью передвигаются лишь при плохой погоде или при нападении хищника. Можно часто наблюдать, как они располагаются на дереве в развилке веток и наслаждаются солнечными лучами.
Индри живут в маленьких группах от двух до пяти особей, которые, как правило, состоят из моногамной пары и её потомства. Самка является доминантной и имеет при нахождении пищи приоритет. После смерти партнёра она, как правило, находит себе нового. Пара владеет чётко очерченным ареалом от 17 до 40 га, который самец маркирует секретом из специальных желез.
Типичным для индри является громкое пение в утренние часы, с помощью которого они заявляют о своих правах на территорию. Это пение, звучащее, как правило, между 7 и 11 часами утра, исполняется обоими партнёрами и слышно на расстоянии 2 км.

## Питание
Индри питаются главным образом листьями, в меньшей мере они принимают в пищу фрукты и лепестки. Иногда они спускаются на землю и проглатывают некоторое количество земли, что вероятно помогает им переваривать имеющиеся в листве ядовитые вещества. Как и многие другие растительноядные млекопитающие, индри компенсируют низкую питательность своей пищи длинными периодами отдыха.

## Размножение

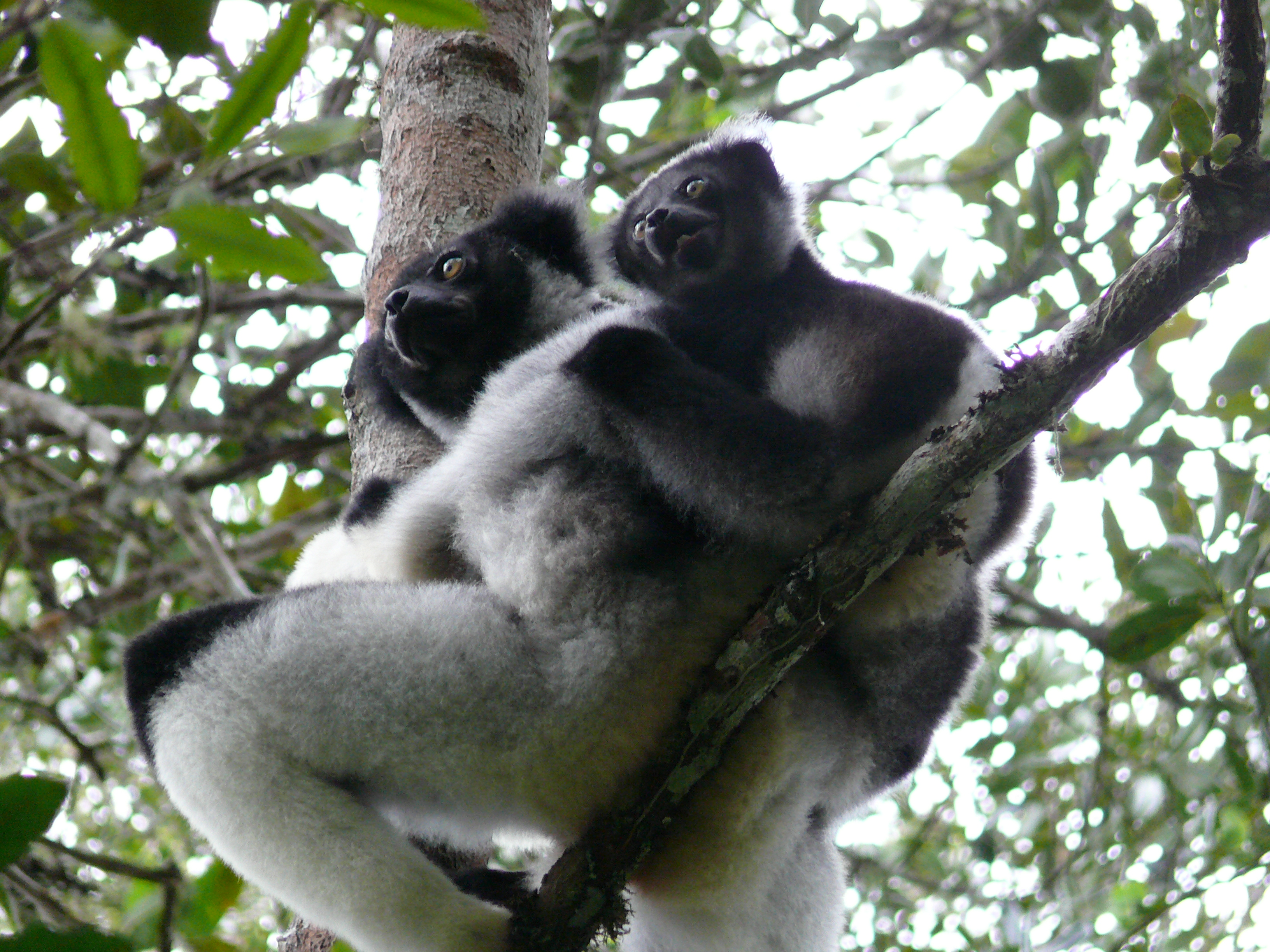
Индри с детёнышем

Каждые два-три года самка после пятимесячной беременности рождает на свет по одному детёнышу. Он цепляется поначалу за её живот, позже за спину. По истечении шести месяцев детёныш отвыкает от молока матери, а в возрасте восьми месяцев становится самостоятельным, оставаясь тем не менее ещё около года вблизи родителей. Самки достигают половой зрелости только в возрасте от семи до девяти лет. О средней продолжительности жизни индри пока точных данных нет.

## Индри и человек
Слово «индри» на местном языке значит «вот он». Оно является, скорее всего, недоразумением между исследователями и малагасийскими проводниками, на языке которых это животное называется, собственно, «бабакото». Брачная верность индри, его пение и загорание на солнце привели к различным суевериям, связанным с ним. Так, согласно малагасийцам, эти животные почитают солнце. Кроме того, души умерших по мнению малагасийцев, продолжают жить в индри. Подобные суеверия до недавнего времени защищали индри от охоты на них.
Главной угрозой для индри сегодня является разрушение их жизненного пространства. Они не позволяют содержать себя под человеческой опекой, что делает невозможными различные программы по их разведению. На охраняемых территориях их выживание в небольших масштабах удалось обеспечить, но, тем не менее, МСОП оценивает их статус как «находящиеся в опасности» (endangered)[уточнить].